# گوئیدو سالوینی
گوئیدو سالوینی (ایتالیایی: Guido Salvini؛ ‏ ۱۲ مهٔ ۱۸۹۳ – ۴ مهٔ ۱۹۶۵) کارگردان نمایش، فیلم‌نامه‌نویس و کارگردان فیلم اهل ایتالیا بود.
از فیلم‌های وی می‌توان به ملکه اسکالا و کنت آکوئیلا اشاره کرد.